# Grand-Camp, Eure
 Grand-Camp  là một xã thuộc tỉnh Eure trong vùng Normandie miền bắc nước Pháp.